# Minimalizm (filozofia)
Minimalizm – ograniczenie do minimum wymagań, potrzeb, dążeń. W ujęciu szerszym minimalizm sprowadza się do przewartościowania priorytetów, tak aby pozbyć się nadmiaru i zbędnych rzeczy - dobytku, przekonań, zachowań, zwyczajów, związków i czynności - które nie dodają naszemu życiu wartości, a skupić się na rzeczach kluczowych, wzbogacających nasze życie. Metodę na zapewnienie sobie możliwie dużego zakresu wolności w życiu, widzą nie w dorobieniu się dużej ilości pieniędzy, a w ograniczeniu tego, ile pieniędzy potrzebujemy.

## Świat według minimalistów[4]
Według minimalistów człowiek przez wiele pokoleń, tworzył świat, który teraz jego samego konsumuje i niespiesznie trawi. Nowoczesne Społeczeństwo ukształtowało mit sukcesu, w dążeniu do którego spalają się całe tabuny tzw. młodych – zdolnych. Podejście to sprawia, że człowiek żyje w ciągłym uczuciu niedosytu, a to właśnie go konsumuje.
Minimaliści wychodzą z założenia, że:
- ludzkość jest w najlepszym momencie w historii świata, szczególnie jeśli chodzi o komfort życia, bezpieczeństwo funkcjonowania i zdolność przetrwania
- ludzie mają wszystko co potrzebne do przeżycia
- ludzie mają niezwykłą zdolność do szybkiego i nieskrępowanego urzeczywistniania naszych marzeń i planów
- dostęp do dóbr jest niemal nieograniczony

Istotą dzisiejszego społeczeństwa jest posiadanie nieograniczonych oczekiwań wobec siebie, zarówno w ujęciu społecznym jak i indywidualnym. Społeczeństwo oczekuje określonych wzorców: dobrych samochodów, pięknych domów, modnej biżuterii, zegarów, markowych okularów. Reklama, kino i popkultura pokazują  co ludzie powinni mieć, jak żyć, co sprawi, że będą szczęśliwi.
Dodatkowo ludzkość wpadła w pułapkę samorozwoju. Ludzie oczekują od siebie, że będą najpiękniejsi, najlepsi, najbogatsi, najbardziej innowacyjni, najbardziej wolni. Presja jaką postawiło przed sobą społeczeństwo, a którą samo społeczeństwo wciąż utrwala, nie pozwala odczuwać pełnego zadowolenia. Za każdym szczytem, na który pnie się człowiek jest kolejna góra, na którą próbuje wejść. W efekcie człowiek pozostając w tradycyjnym sposobie myślenia nigdy nie osiągnie szczęścia. Odpowiedzią na tak opisany świat ma być minimalizm.

## Zasady minimalizmu wgLeo Babauta[5]
1. Pozbądź się zbędnych rzeczy.
2. Określ to, co jest dla Ciebie ważne
3. Wszystko musi być istotne.
4. Wypełnij życie radością i szczęściem.
5. Obserwuj i poprawiaj.

## Minimalizm w ujęciu niematerialnym wg NiecoMniej.pl[6]
W zwalczaniu presji i wdrażaniu minimalizmu w ujęciu duchowym istotne są trzy aspekty:
- Świadomość

Świadomość własnej osoby, pozwala na akceptacje siebie i zracjonalizowanie własnych oczekiwań. Doprowadzenie do tego, że o samoocenie jednostki nie świadczy ilość posiadanych pieniędzy,  czy miejsce w hierarchii firmy, jest kluczowe dla zmniejszenia presji. Świadome podejmowanie decyzji konsumenckich polega na tym, żeby nie kupować nic, w celu zasypania wewnętrznej pustki, a nabywać wyłącznie to co jest naprawdę potrzebne.
- Umiar

Zachowanie życiowej równowagi (homeostazy organizmu i ducha) wymaga umiaru. Stwierdzenie może wydawać się trywialne, ale jest to klucz do życia na własnych warunkach. Jednym z najpopularniejszych manifestów promujących umiar we współczesnym świecie jest work-life balance. Umiar w zaangażowaniu w pracę zawodową oraz umiejętność zachowania dystansu wobec problemów pomaga uniknąć stresu. 
- Rozluźnienie

Żeby ograniczyć presje niezbędna jest walka z przekonaniami, że życie powinno wyglądać tak, a nie inaczej. Tak nie będzie. Życie jest jakie jest i albo człowiek nauczy się czerpać z niego pełnymi garściami (głównie duchowo) albo ono nigdy nie spełni jego oczekiwań. Im bardziej jednostka pragnie, aby jego oczekiwania się ziściły, tym trudniej je realizować.